# Галантичи
Галантичи (словен. Galantiči, итал. Galantici) је насељено место у општини Копар, Обално-Крашка регија, Словенија.

## Историја
До територијалне реорганизације у Словенији били су у саставу старе општине Копар. Као самостално насеље, Галантичи постоје од 1997. године. Настала је издвајањем дела из насеља Полетичи.

## Становништво
У попису становништва из 2011. године, Галантичи су имали 14 становника.
| Број становника према пописима | Број становника према пописима |
| ------------------------------ | ------------------------------ |
| 2002                           | 2011                           |
| 18                             | 14                             |

Напомена: Године 1997. настала издвајањем дела из насеља Полетичи.